# 欧洲国际防务展
欧洲国际防务展（Eurosatory）是一个国际武器工业贸易展览会，每两年在法国巴黎的Paris-Nord Villepinte展览中心举办。2018年，它聚集了1,800多家参展商和57,000多名訪客。它由COGES （页面存档备份，存于）与法国国防部合辦。
该展览仅供专业人士。